# Hvidovre
Hvidovre est une municipalité de la région de  Hovedstaden, dans l'Est de l'île de Sjælland, au Danemark.

## Sport
La ville accueille l'Hvidovre IF un club de football qui dispute pour la saison 2020-2021 la deuxième division danoise. Le club a remporté dans son histoire trois fois le championnat du Danemark et une Coupe du Danemark.

## Personnalités liées

### Natifs
- Daniel Agger, footballeur (1984 - )
- Kenneth Brylle, footballeur (1959 - )
- Thomas Kahlenberg, footballeur (1983 - )
- Jonas Wind, footballeur (1999 - )